# Jonas Petri Linnerius
Jonas Petri Linnerius, född 2 mars 1653 i Skellefteå, död 10 februari 1734 i Lund, var en svensk teolog och biskop. 

## Biografi
Jonas Petri Linnerius var son till kyrkoherden Petrus Jonæ Linnerius och Olaus Petri Niurenius dotter Margaretha Plantin, från den s.k. Bureätten. 
Jonas Petri Linnerius var efter studierna vid Uppsala universitet informator åt greve Axel Lillies son. 1681 reste han med en bror till Tyskland där de besökte universitet, och han erhöll magistergraden i Giessen 1682 med avhandlingen De proselytis justitiatæ. Därefter reste han till Holland och England, och vistades ett tag vid Oxford och London. När han kom hem 1684 utsågs han till professor i teologi vid Lunds universitet och pastor vid domkyrkan. Han prästvigdes i Säbrå kyrka som var viktig för hans släkt. 1690 befordrades han till förste professor och 1694 till domprost. Han var då redan riksdagsman för sitt stånd varjämte han stod i kungens gunst, och utsågs 1715 till biskop över Lunds stift och därmed prokansler vid universitetet.
Som biskop strävade han efter att ena den skånska och den svenska kyrkan genom att införa svenskt språkbruk i gudstjänsten och vid universitetet.
Gift 1692 med Elisabeth Swebilia, dotter till ärkebiskop Olov Svebilius och Elisabeth Gyllenadler, adlad för faderns förtjänster under namnet Adlerberg. Barnen adlades under namnet Linnerhielm.